# Кандавський край
Канда́вський кра́й (латис. Kandavas novads) — адміністративно-територіальна одиниця Латвійської Республіки. Розташований у західній частині країни, в історичному регіоні Курляндія. Адміністративний центр — Кандава. Створений 2009 року. Площа — 649 км². Населення — 8885 осіб (2011). До складу краю входять 1 місто і 6 волостей.